# Fensterrose

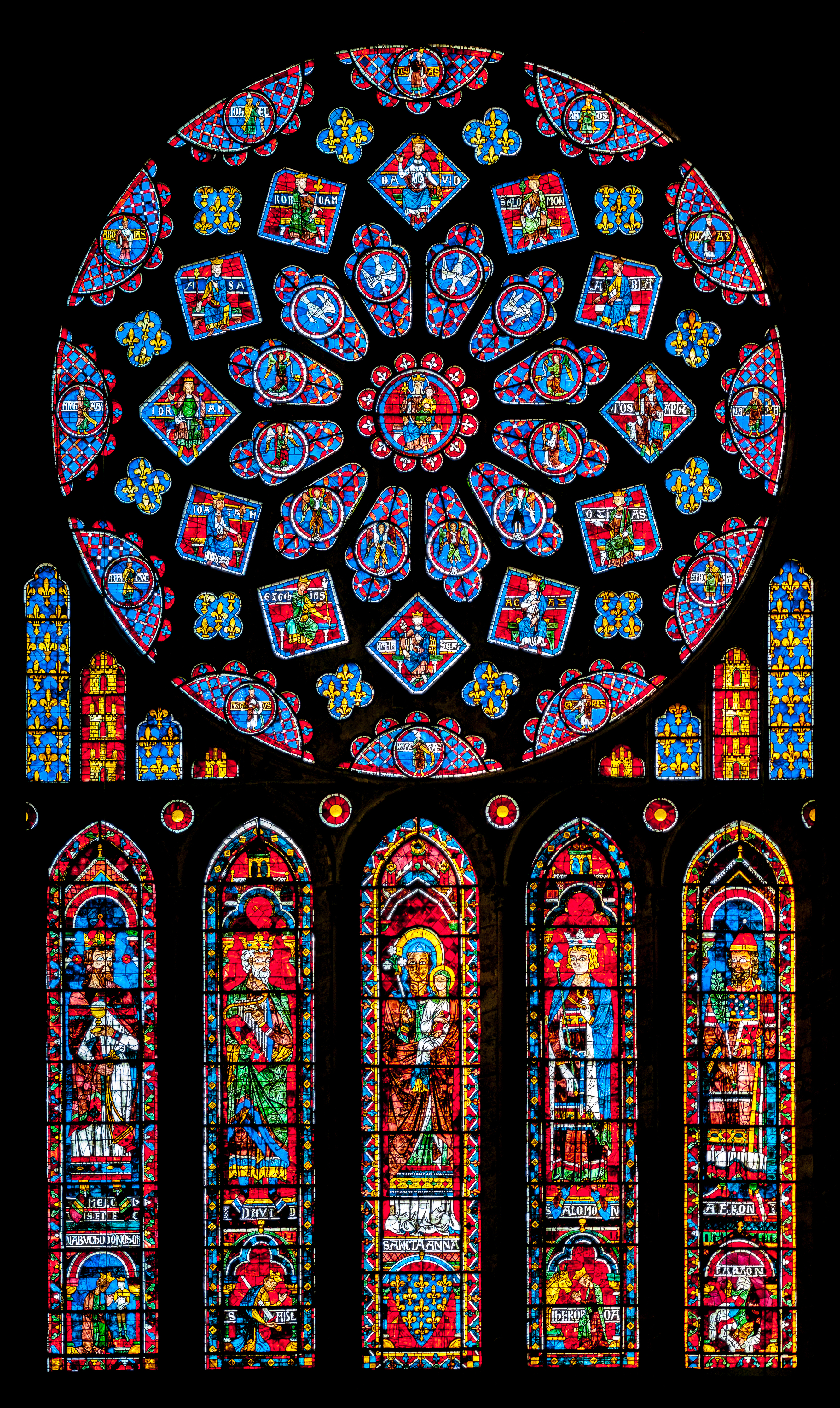
Rosenfenster in der Kathedrale von Chartres

Als Fensterrose (auch einfach: Rose), Rosenfenster oder Fensterrosette (die Vereinfachung zu Rosette ist wegen der Häufigkeit von Rosetten als Wanddekor missverständlich) wird in der Architektur ein kreisrundes verglastes Fenster mit Maßwerkfüllung bezeichnet. Fensterrosen sind vor allem an gotischen Kirchen zu finden. Die in der Romanik und Frühgotik vorkommende Vor- oder Frühform, das Radfenster, wird in den meisten Sprachen begrifflich nicht vom Rosenfenster (engl. rose window, franz. rosace, it. rosone, span. rosetón) unterschieden.

## Abgrenzung
Wenn auf der Rosette wie bei einem Speichenrad Säulchen oder Profile um einen zentralen Punkt oder Ring angeordnet sind, wird sie Radfenster oder Katharinenrad (nach der Heiligen Katharina) genannt. Radfenster sind bereits in der Romanik bekannt wie die „Glücksräder“ am Basler Münster oder an der Kirche St-Étienne in Beauvais, welche die Wechsel- oder Launenhaftigkeit des irdischen Glücks symbolisieren. Eine kreisrunde oder ovale Fensteröffnung ohne jede Füllung heißt dagegen „Ochsenauge“ oder „Oculus“. Viele gotische Rosenfenster orientieren sich deutlich und noch lange Zeit an den Grundprinzipien der Radfenster, von denen sie sich erst in den Flamboyant-Rosen der Spätgotik eindeutig lösen.

## Platzierung
Maßwerkrosen mit zum Teil sehr großen Abmessungen von über 13 m Durchmesser entstanden in der Gotik. Sie sind in der Regel mittig über dem Hauptportal auf der Westseite oder in den Querhausfassaden eingebaut und können sogar die gesamte Fassadenbreite einnehmen, wie zum Beispiel an den Querhäusern der Kathedrale Notre-Dame de Paris oder der Kathedrale von Chartres.

## Symbolik
Die zentrierte Lage der Fensterrose hat eine starke, suggestive und meditative Wirkung. Sie wirkt überaus prächtig (besonders, wenn farbiges Glas eingesetzt wird), machtvoll, schön, beruhigend und harmonisch. Sie regt auf Grund ihrer idealen Kreisform immer wieder zu symbolischen Deutungen an. Sie kann die Vollkommenheit der sich nach allen Seiten verbreitenden Liebe des Göttlichen verkörpern. Die kunstvolle architektonische Struktur der Rose spielt häufig mit Elementen der Zahlen- und Kreissymbolik, um die Allgegenwart Gottes in der Welt oder den Lebenszyklus visuell erfahrbar zu machen. Die radiale Ausstrahlung der Maßwerkbahnen erinnert an die Sonne und veranlasst auch hier zu weitergehenden Interpretationen. Diese Anordnung gab dem französischen Stilbegriff für die Hochgotik, „rayonnant“ (d. h. strahlend, franz. rayon = Strahl) den Namen.

## Bilder
– Die Zeitangaben mit Bindestrich sind hier als „zwischen … und …“ zu verstehen, nicht als derartig lange Herstellungszeiten –

Vor der Romanik
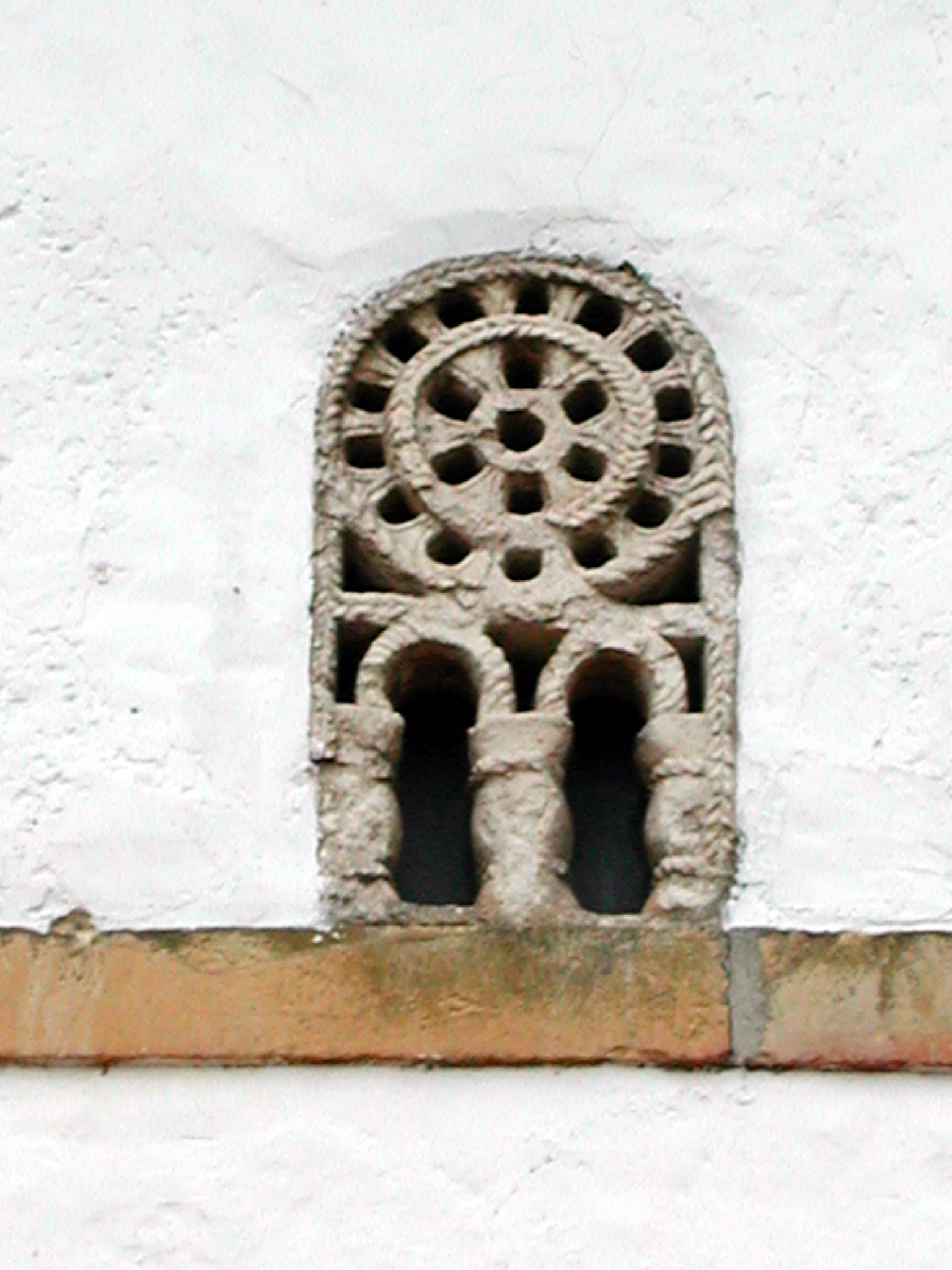
Celosia-Fenster mit kreisförmigen Oberlicht in San Miguel de Villardeveyo, Llanera, Asturien, 9. (?) oder 10. Jh.,[5] mögl. unter maurischem Einfluss

Romanische Radfenster
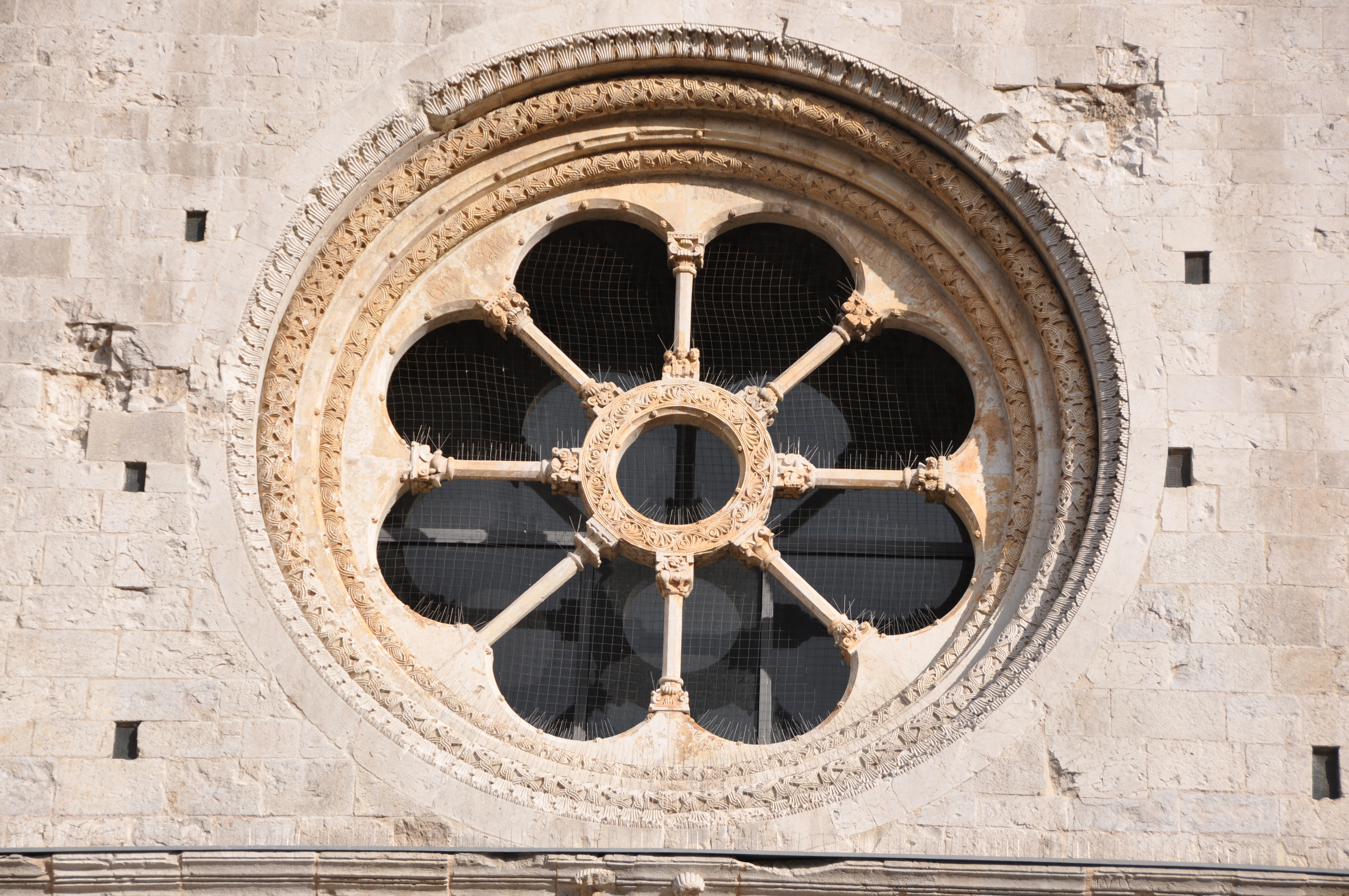
Sant Pere de Galligants in Girona, Spanien, 1130
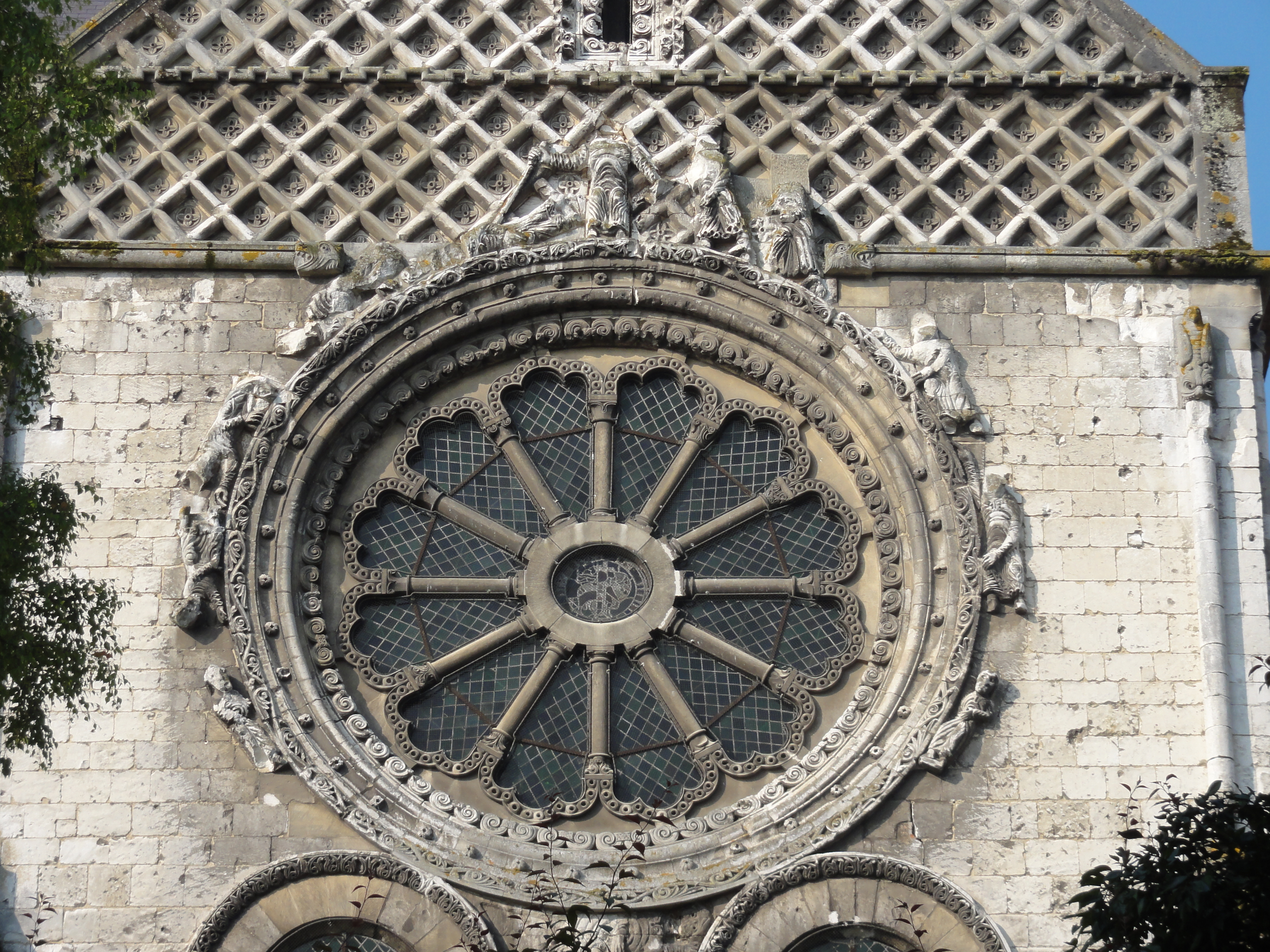
„Glücksrad“ am Nordquerhaus von St-Étienne in Beauvais, Picardie, FR, 1130–1150
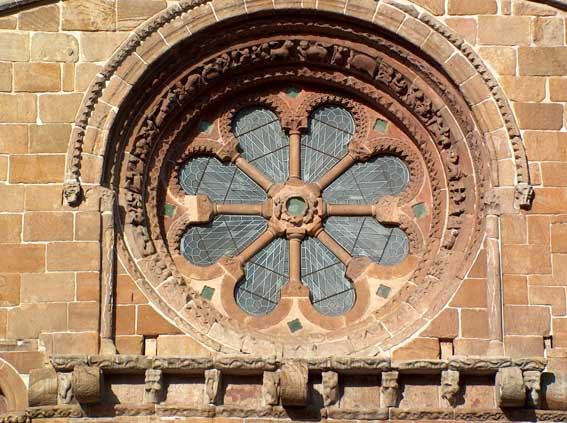
Santo Domingo in Soria (Spanien), 1170–1188
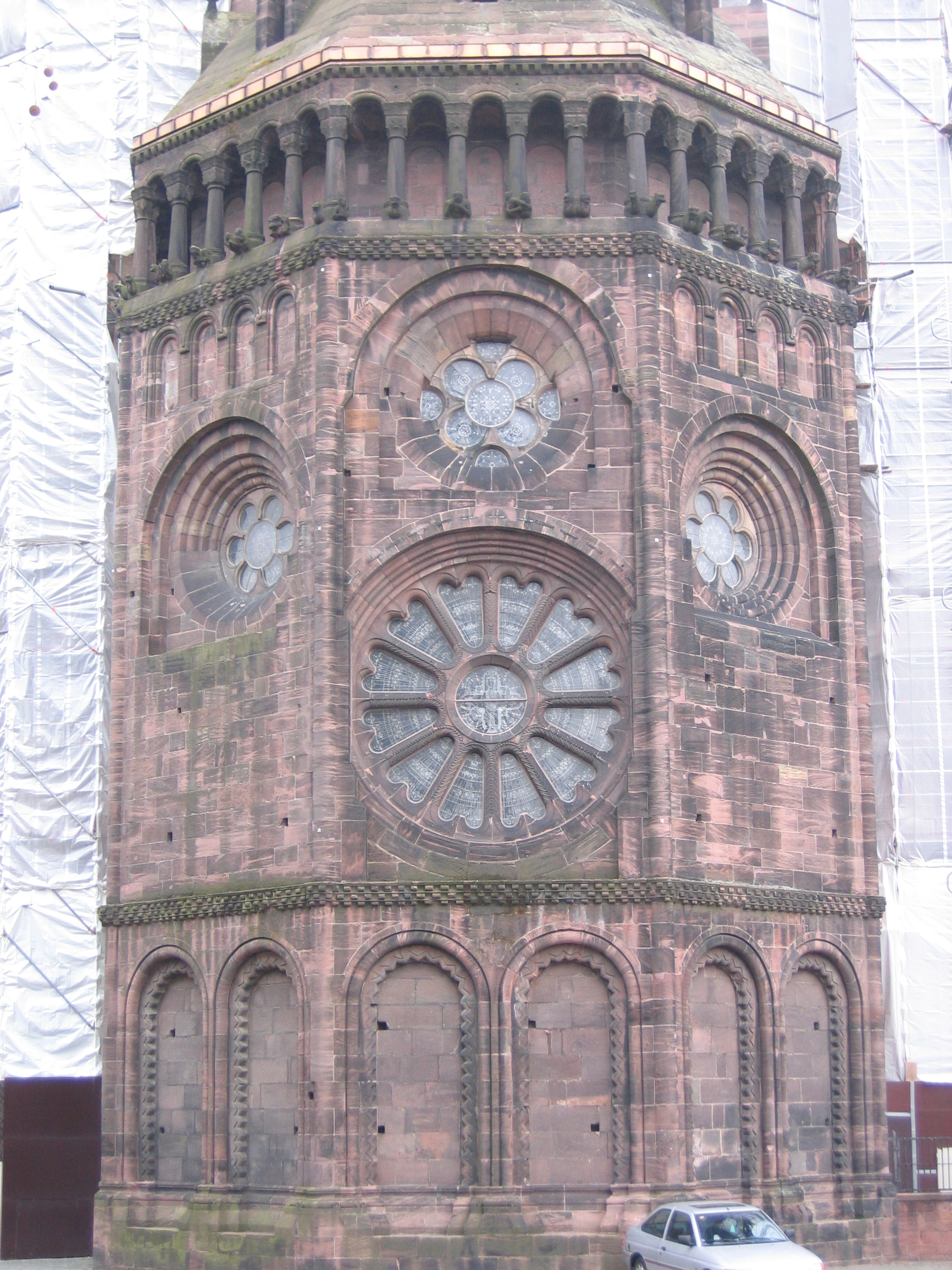
Vier Rosenfenster am Westchor des Wormser Doms, geweiht 1181

Frühe Rosenfenster ohne Speichenmotiv
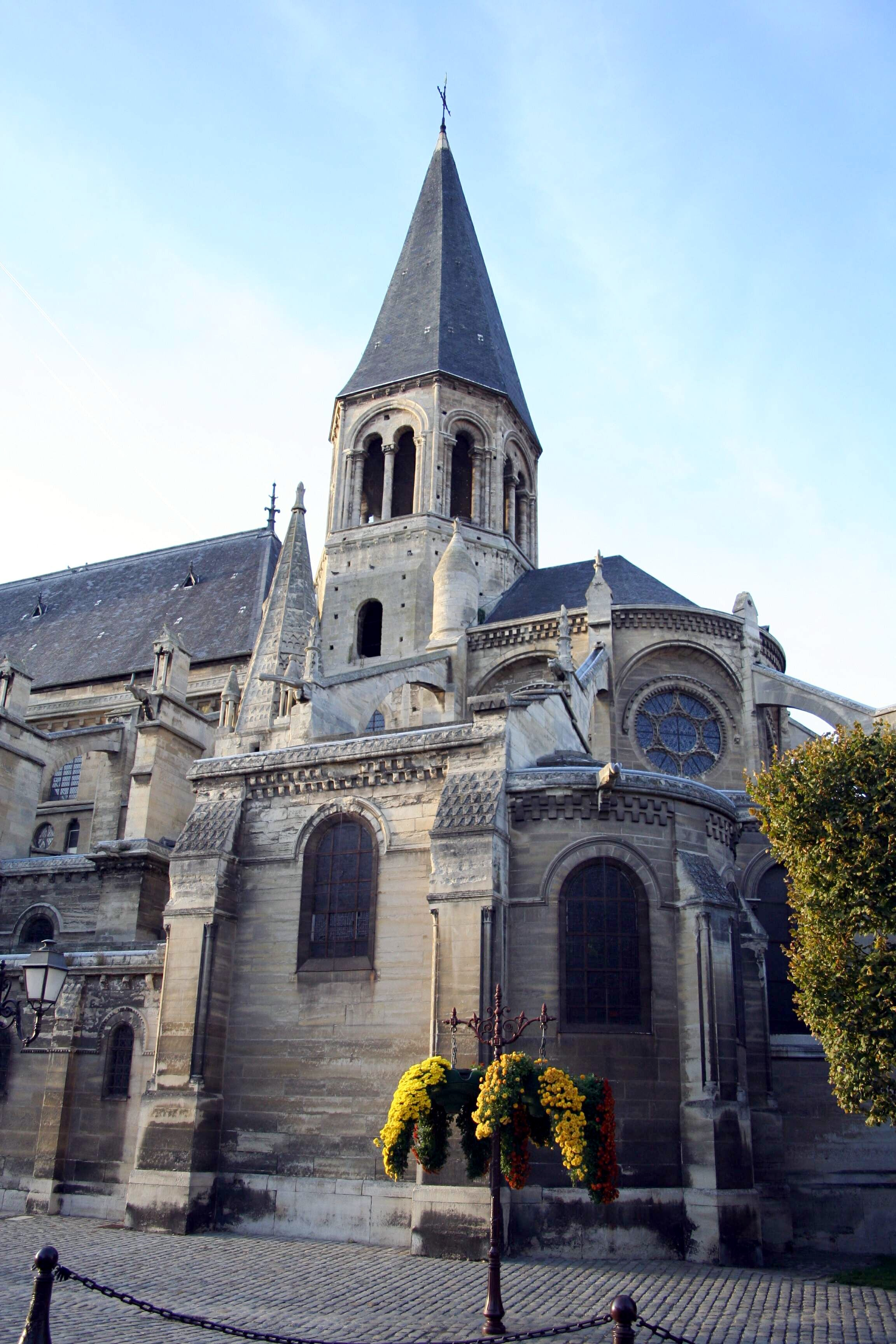
Stiftskirche Notre-Dame in Poissy, Dép. Yvelines, Île-de-France
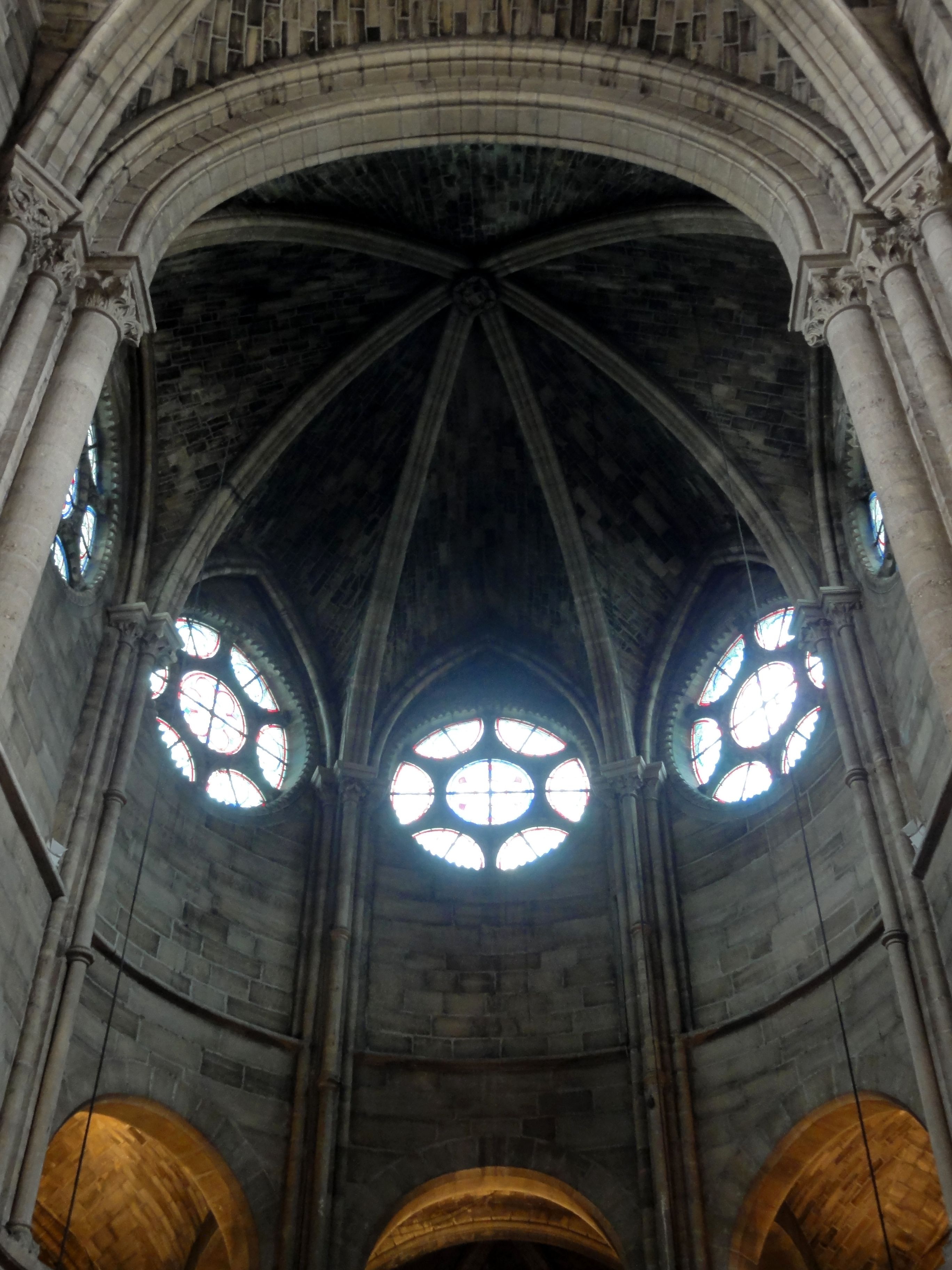
Notre-Dame in Poissy, Chor 1130–1160, spätromanisch
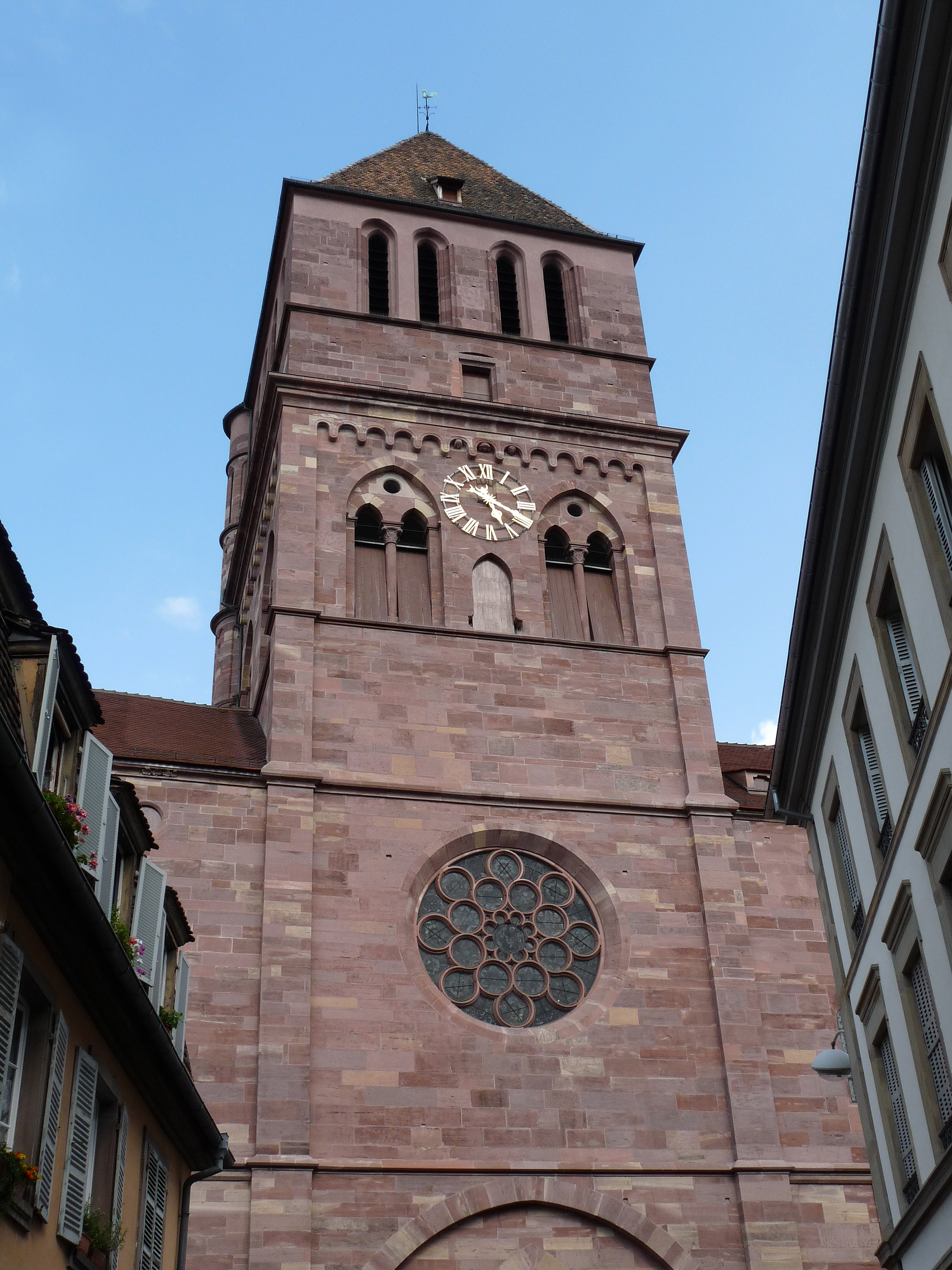
Westrose der Thomaskirche in Straßburg, ab 1196

Rosenfenster der Kathedrale von Laon
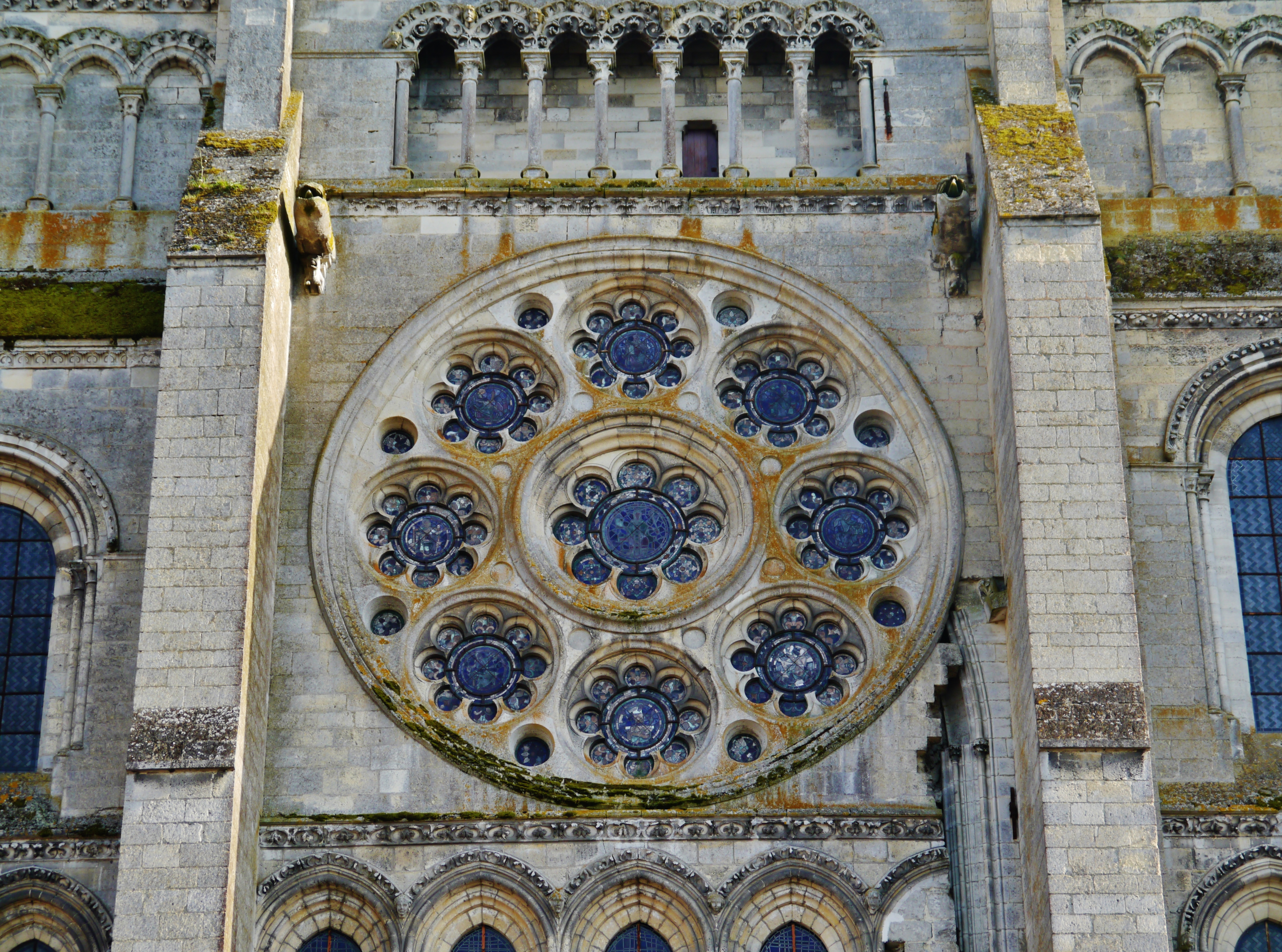
Rose des Nordquerhauses, um 1180 verglast
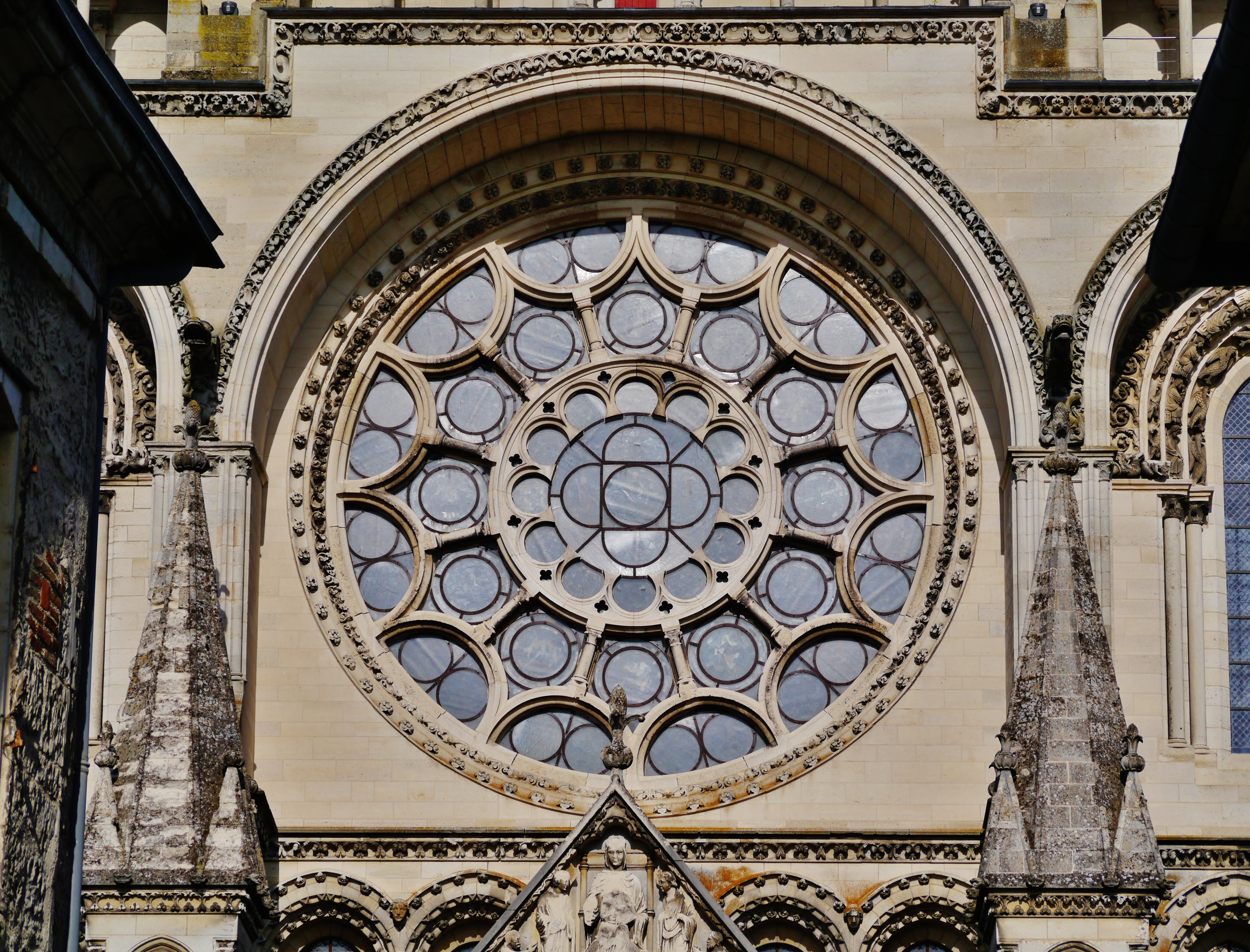
Rose der Westfassade, um 1200, im 19. Jh. erneuert
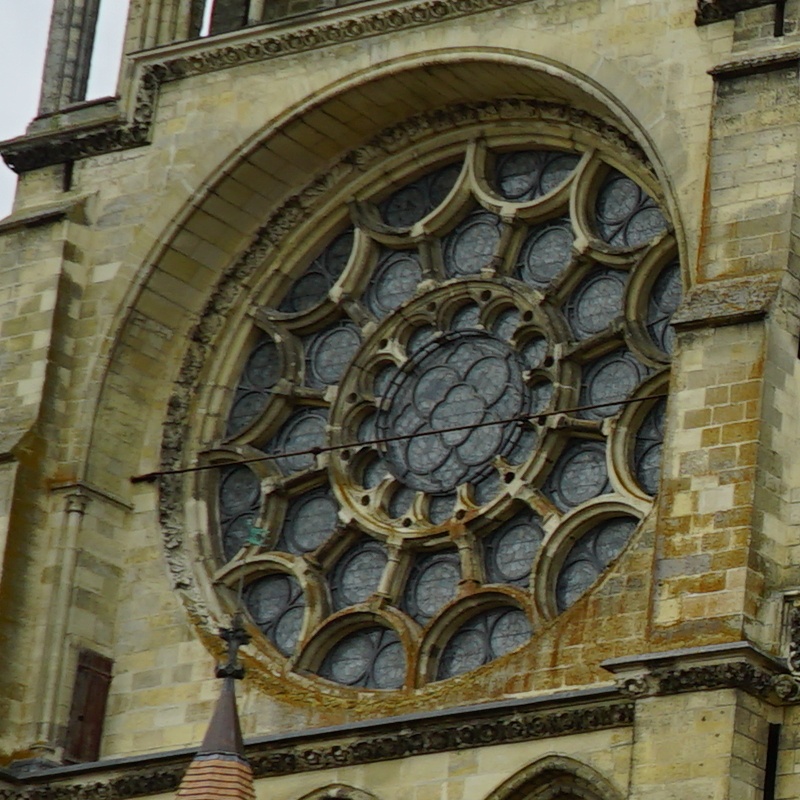
Rose des Chorgiebels, 1205–1220
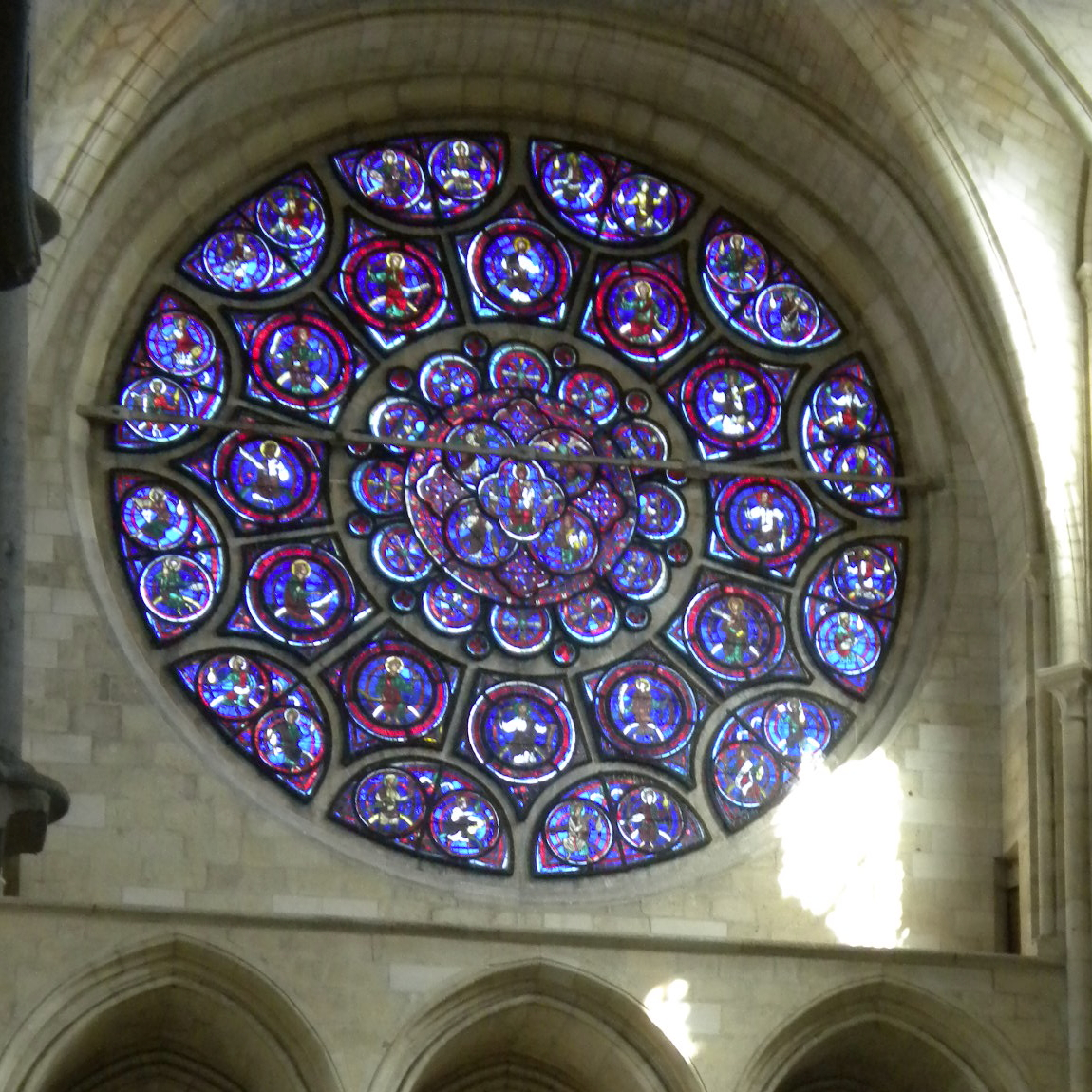
Rose des Chors von innen

Rosenfenster der Kathedrale von Chartres
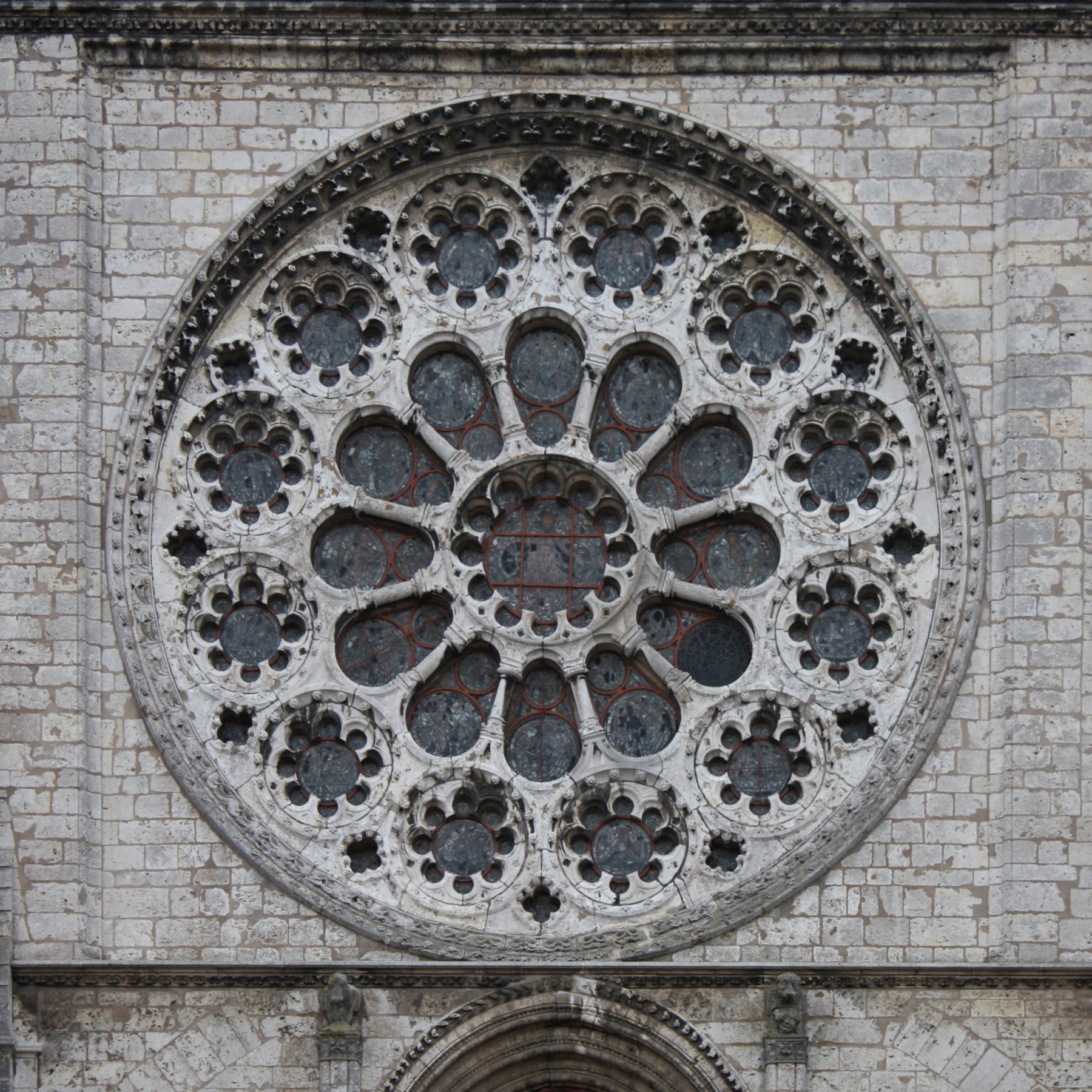
Rose der Westfassade, bis etwa 1225
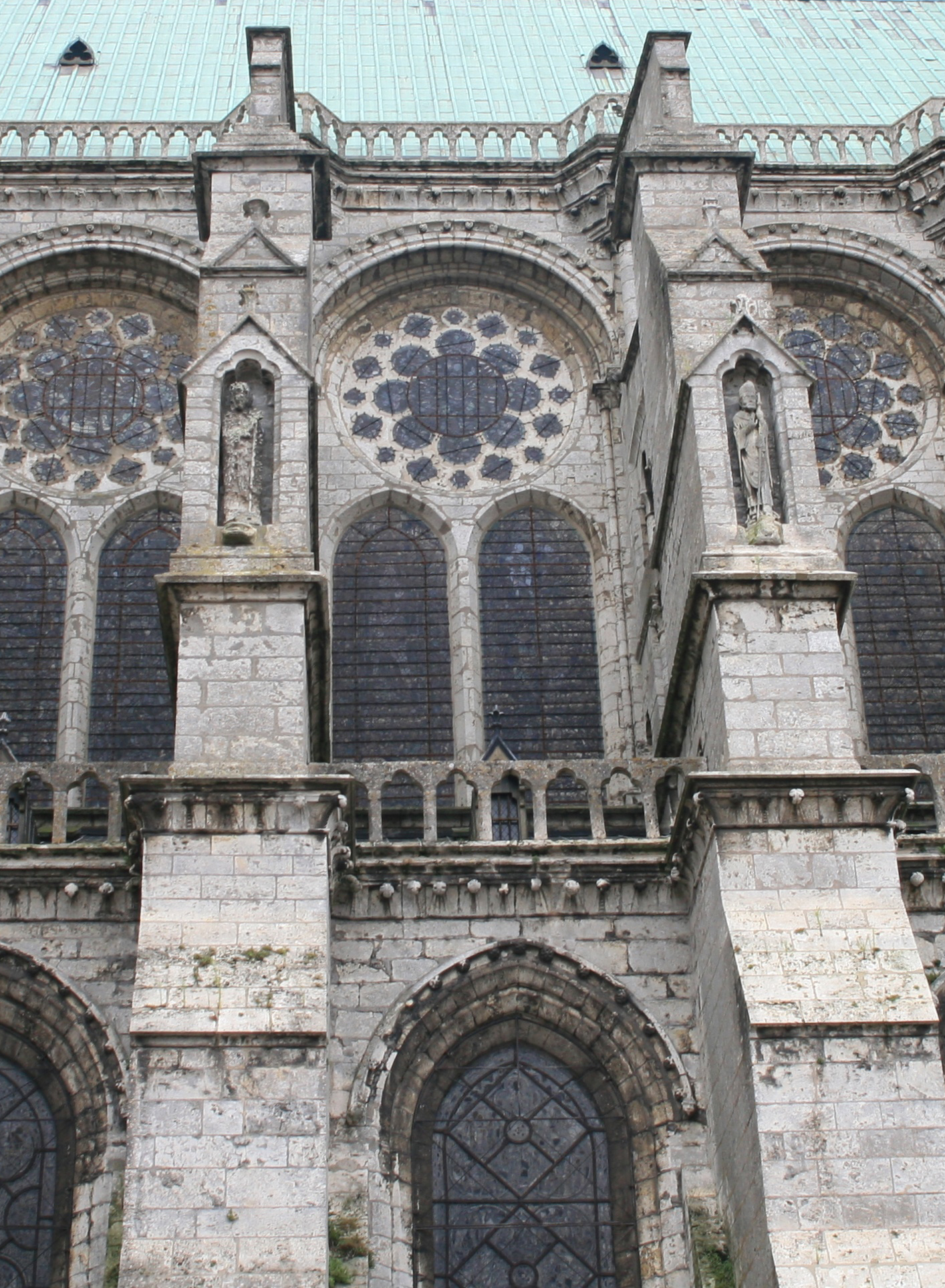
Rosen der frühgotischen Koppelfenster des Obergadens, bis etwa 1225
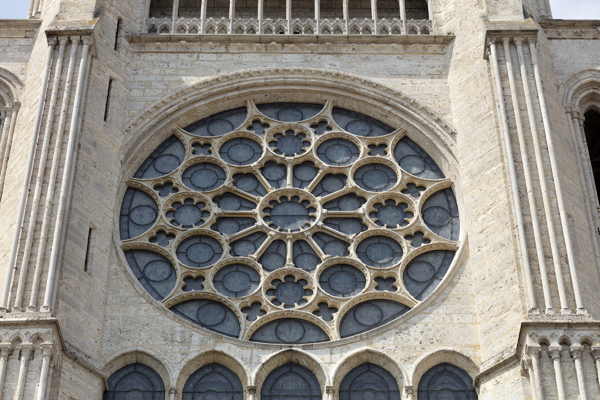
Rose am Südquerhaus, 1225 ff.
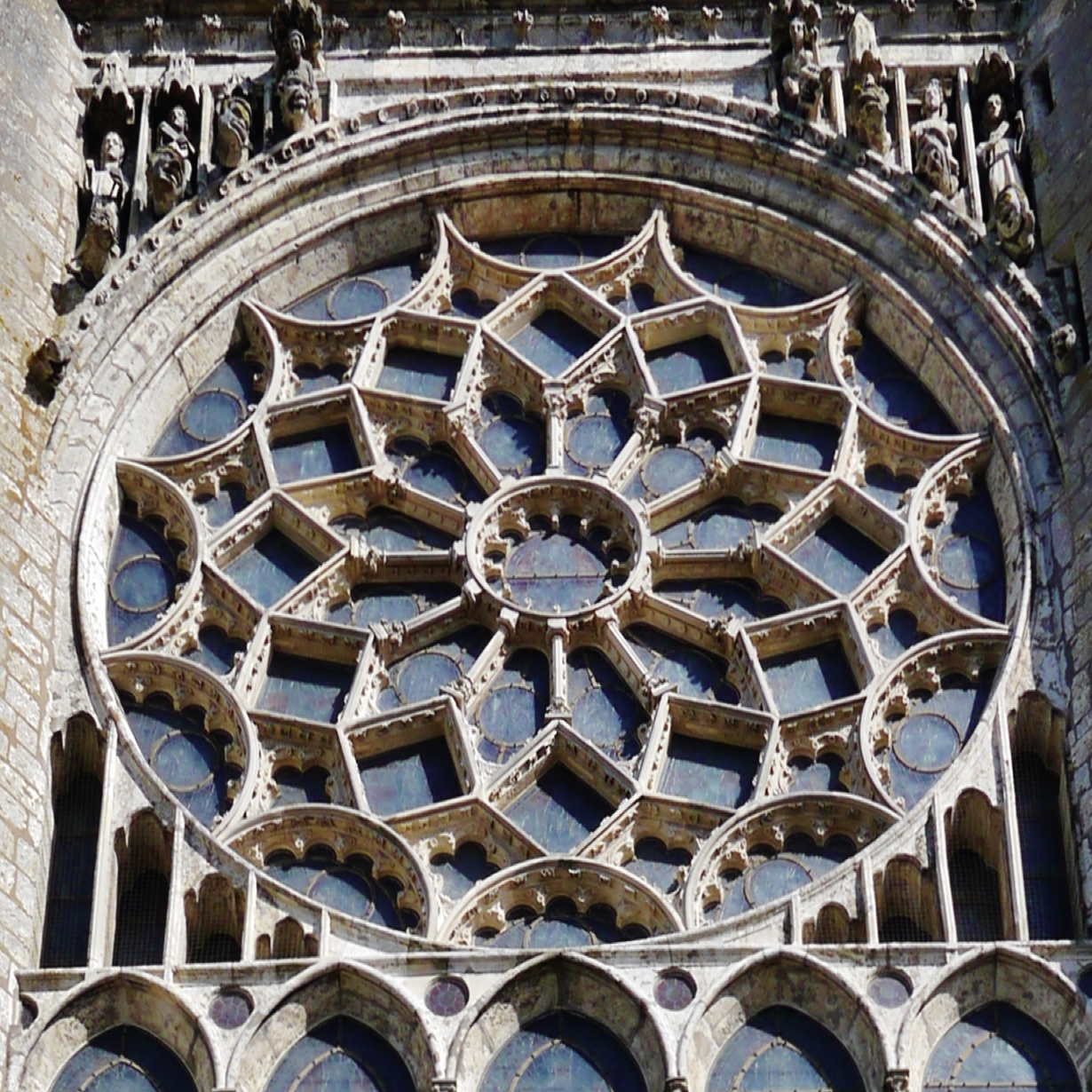
Rose am Nordquerhaus, 1230–1240

Rosenfenster von Notre-Dame de Paris
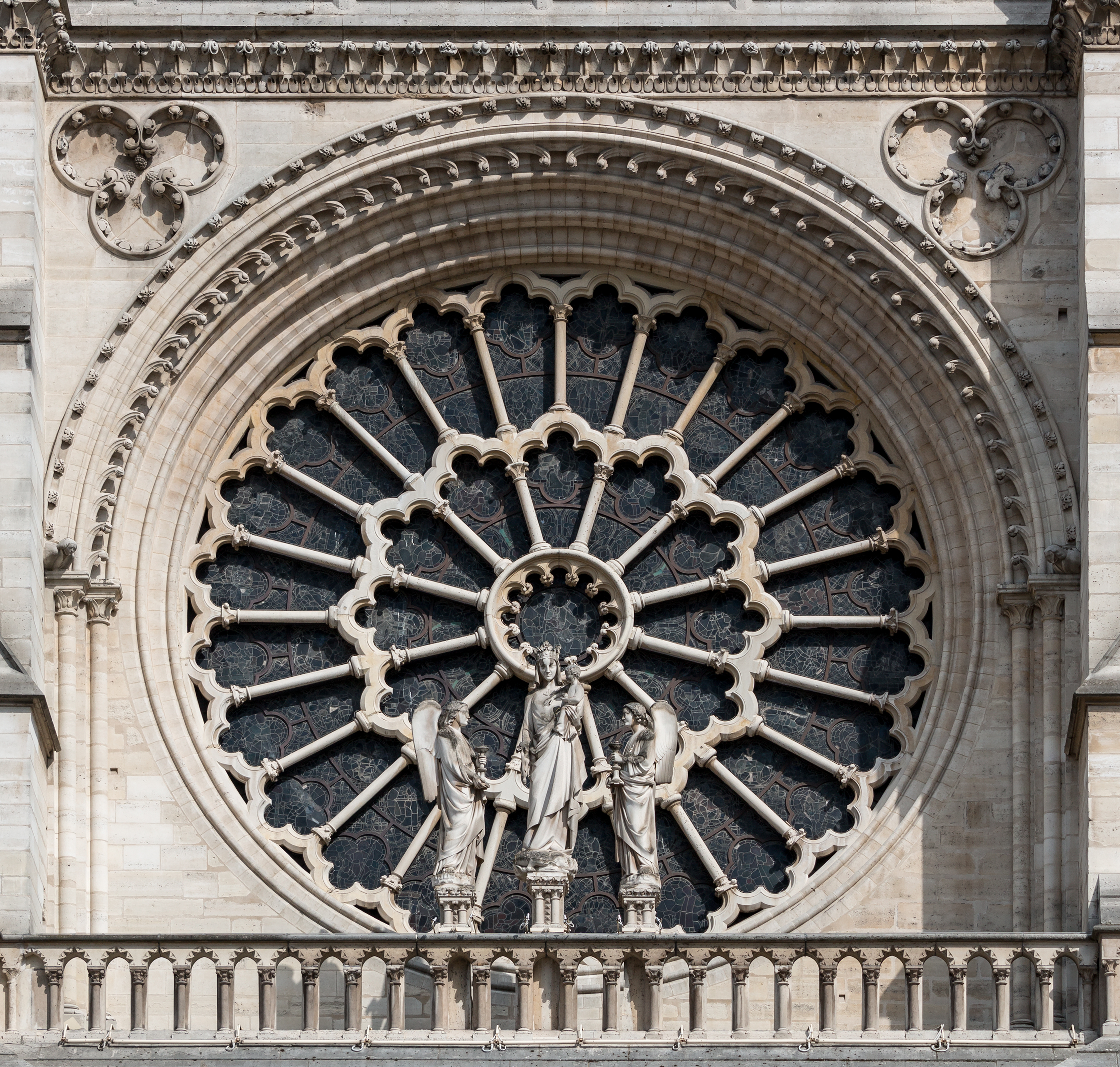
Rose der Westfassade, 1220–1225
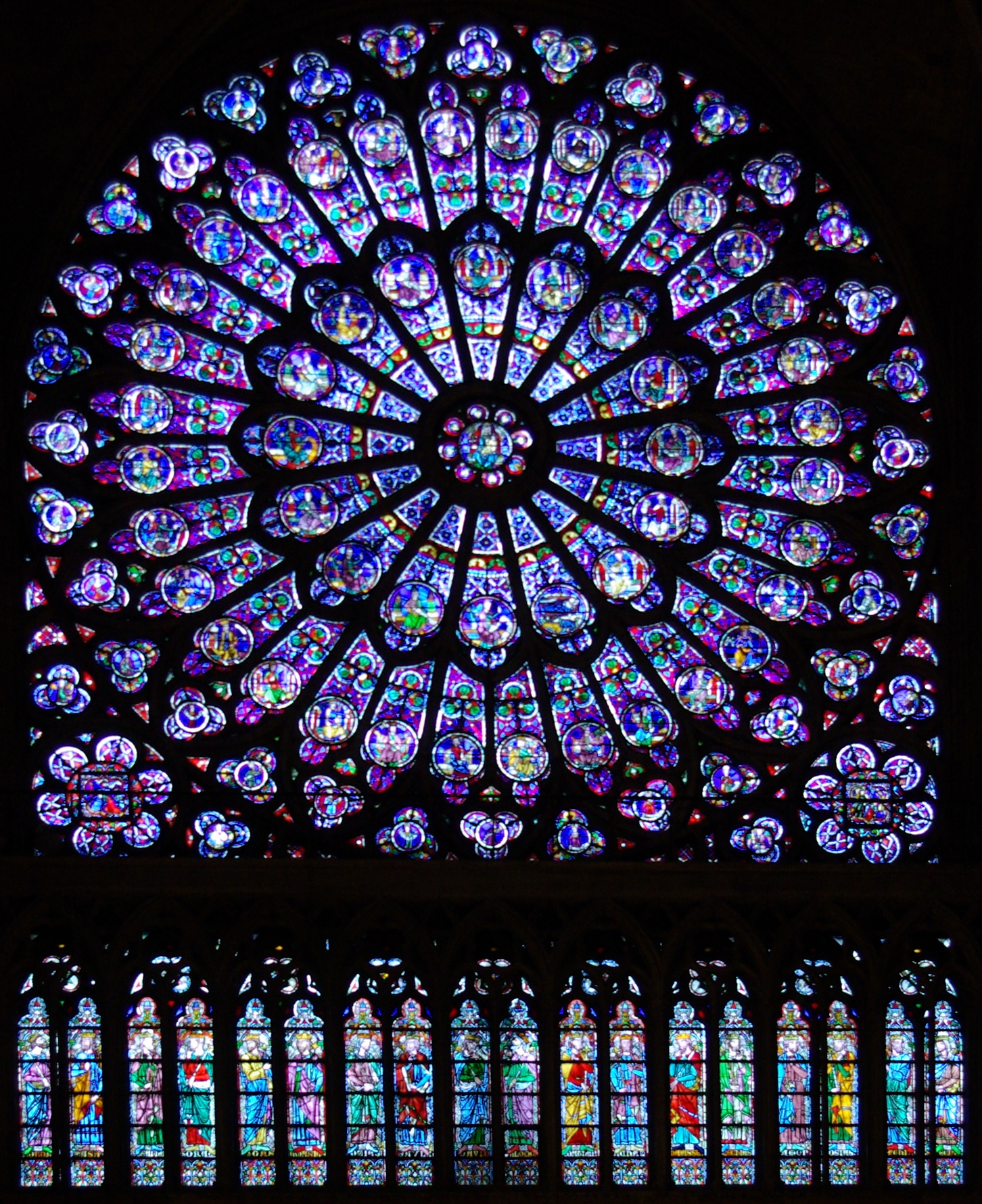
Große Rose des Nordquerhauses von Innen
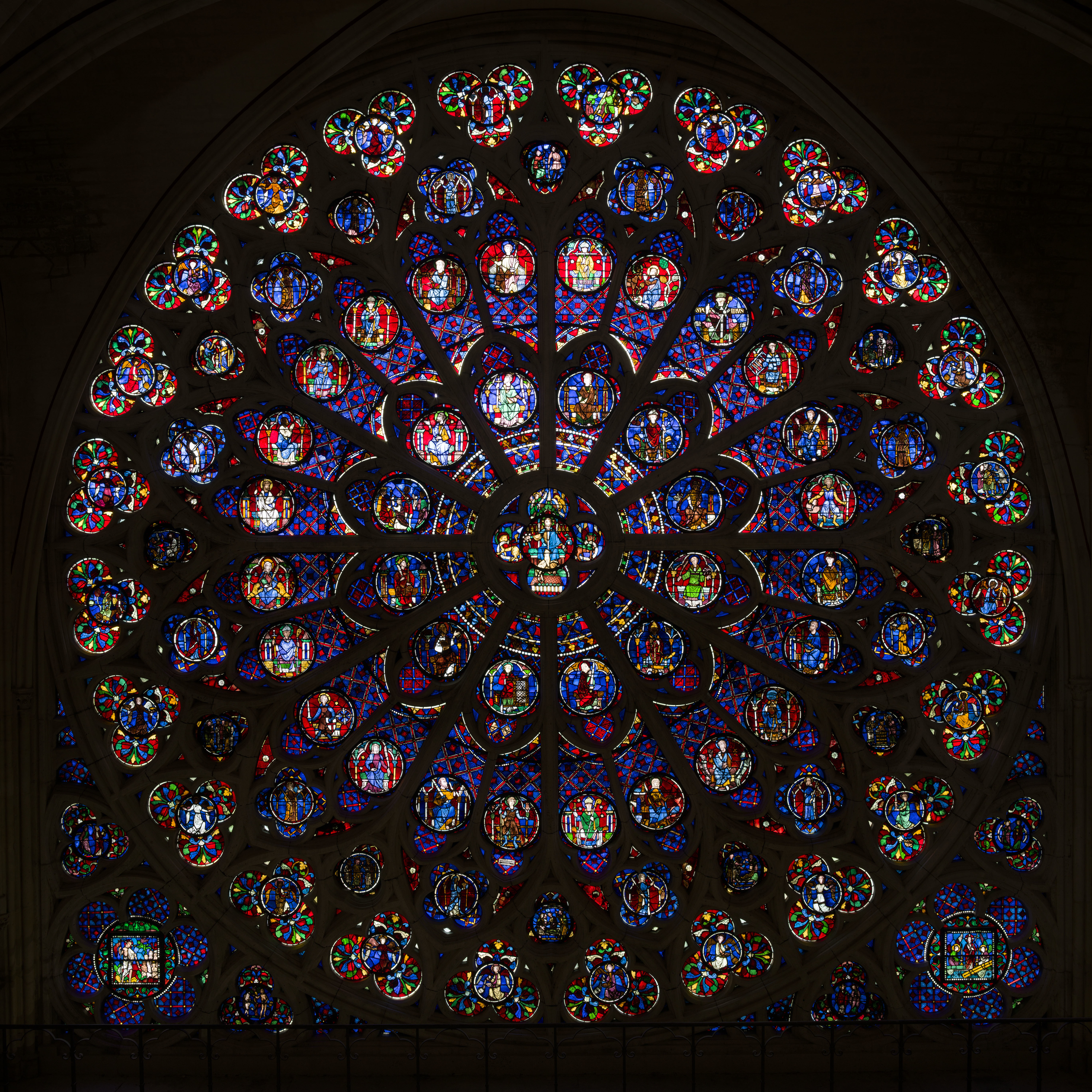
Große Rose des Südquerhauses von Innen
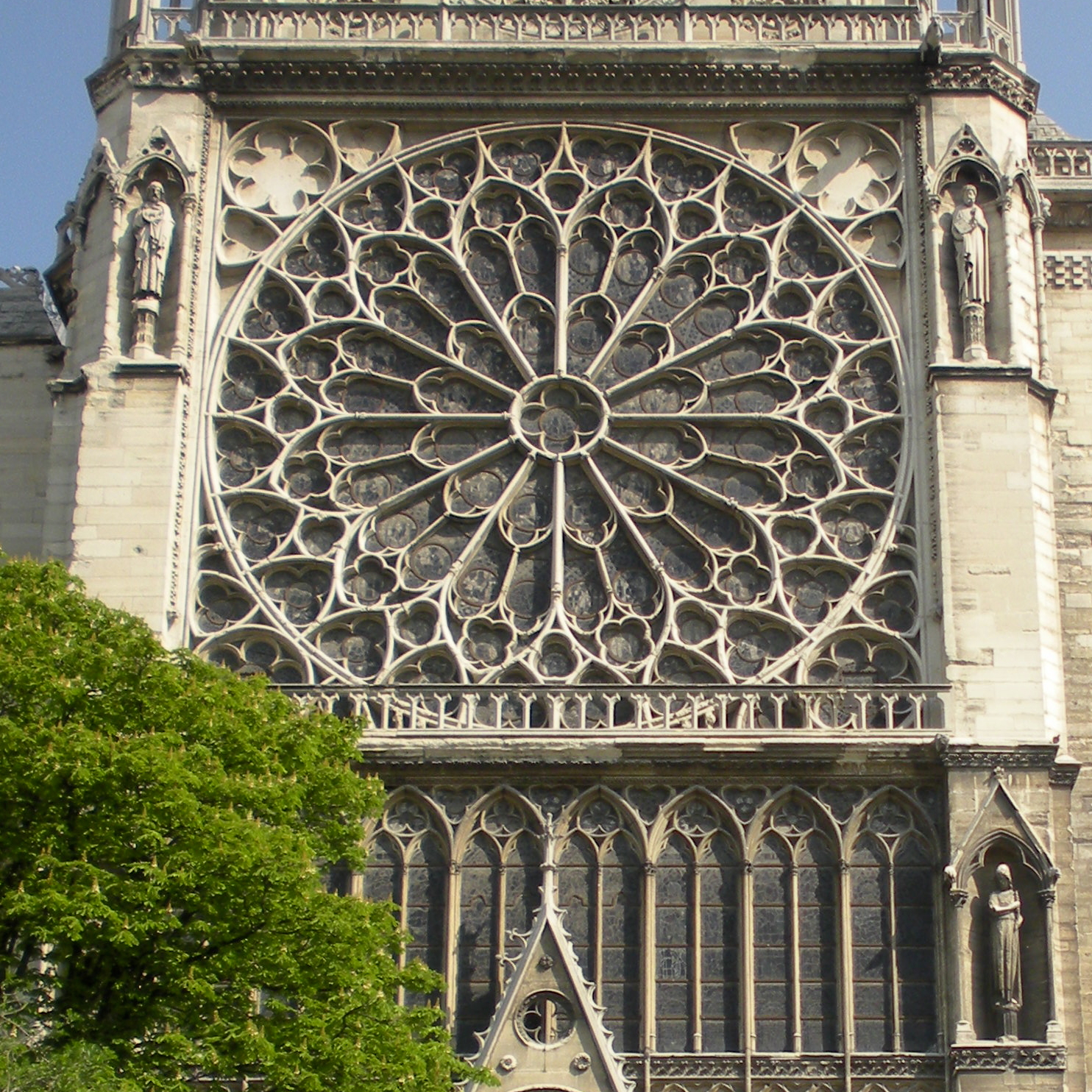
Große Rose des Südquerhauses, nach 1258, bei späteren Wiederherstellungen um 15° gedreht

Rosenfenster des Straßburger Münsters
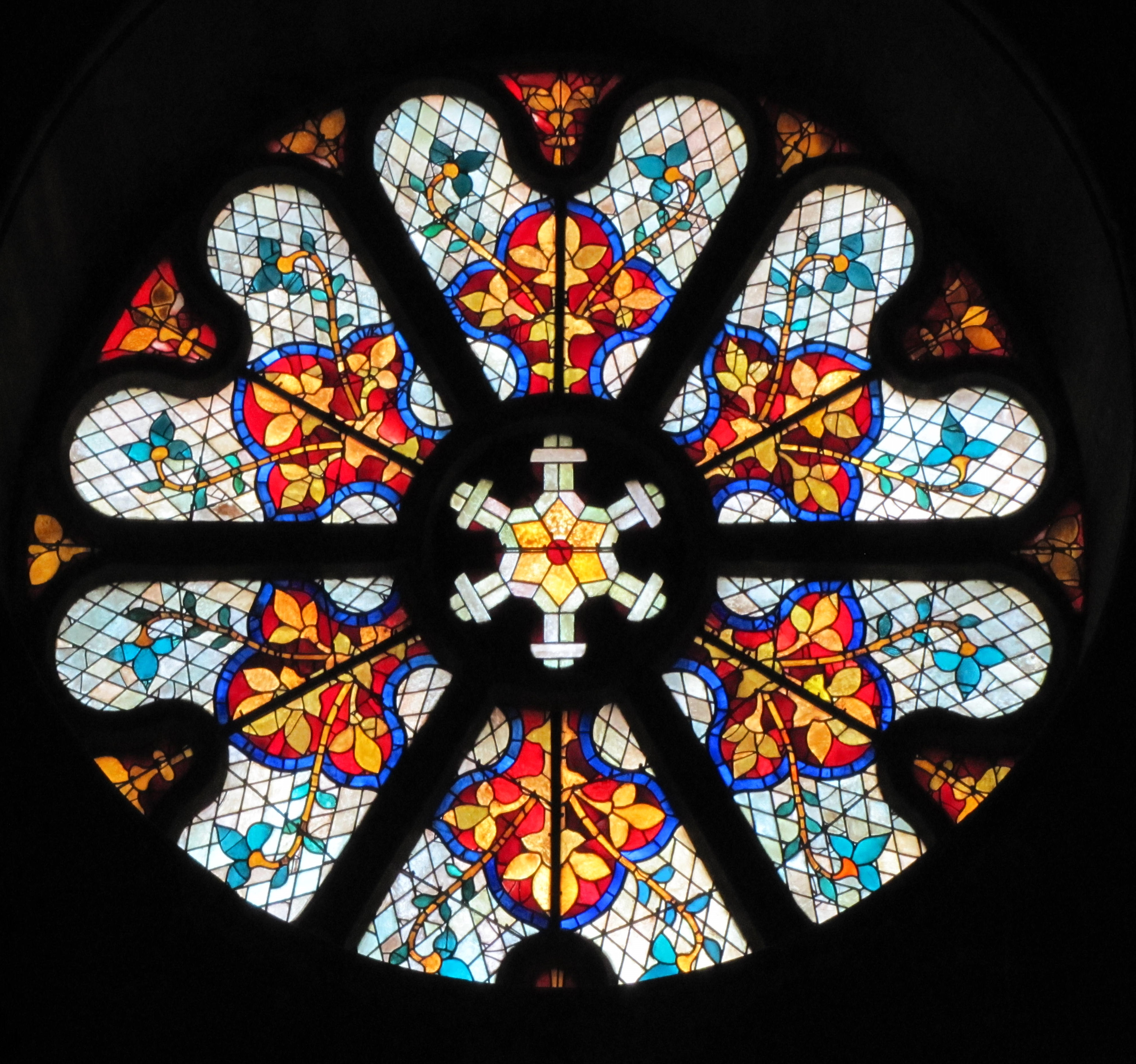
Nördliche Querhausrose, 1200–1210
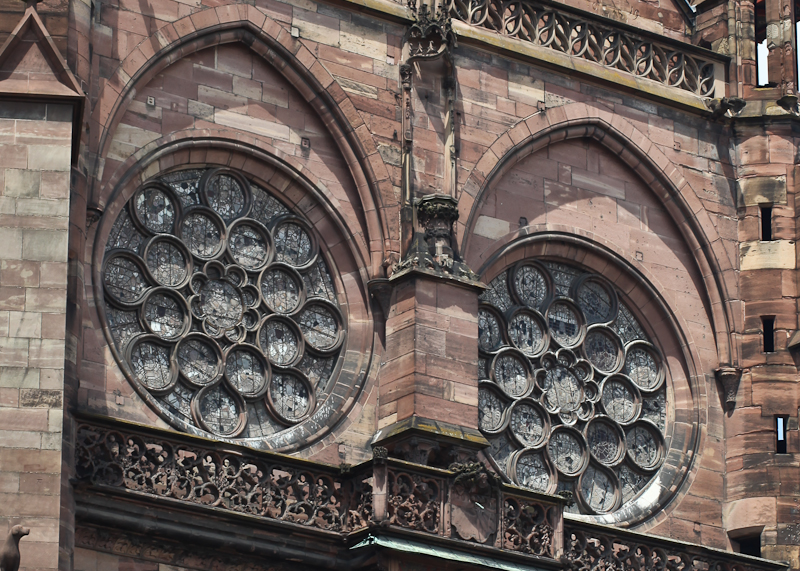
Frühgotische Rosenfenster des Südquerhauses, 1207–1210/1220
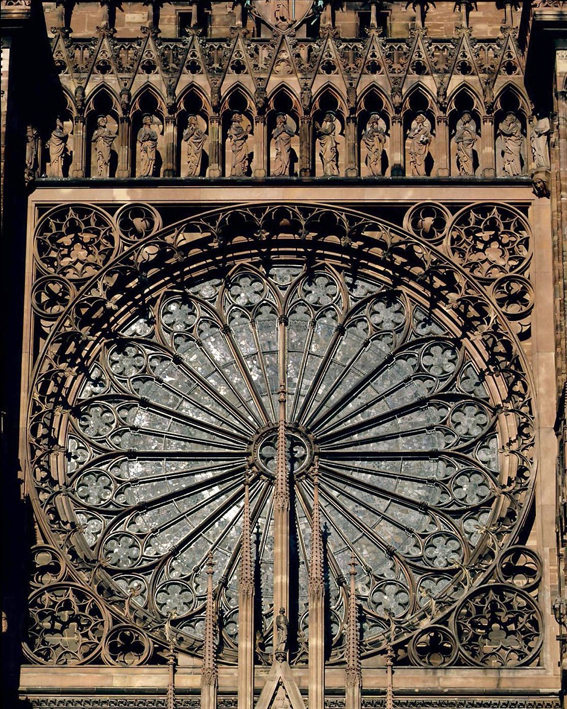
Westrose, um 1330, mit 13,6 m Durchmesser eine der größten Europas
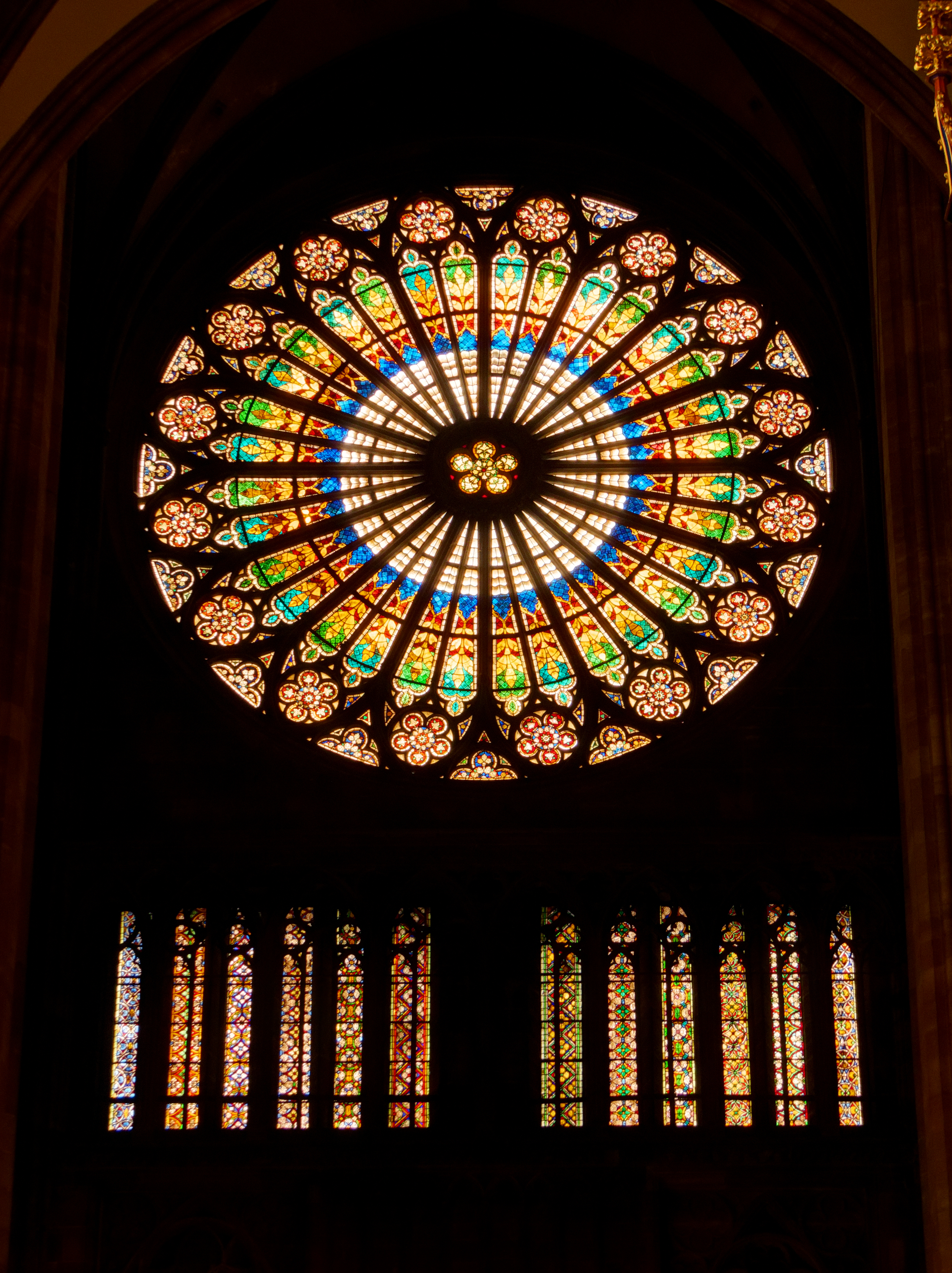
Westrose von innen

14. Jahrhundert und später
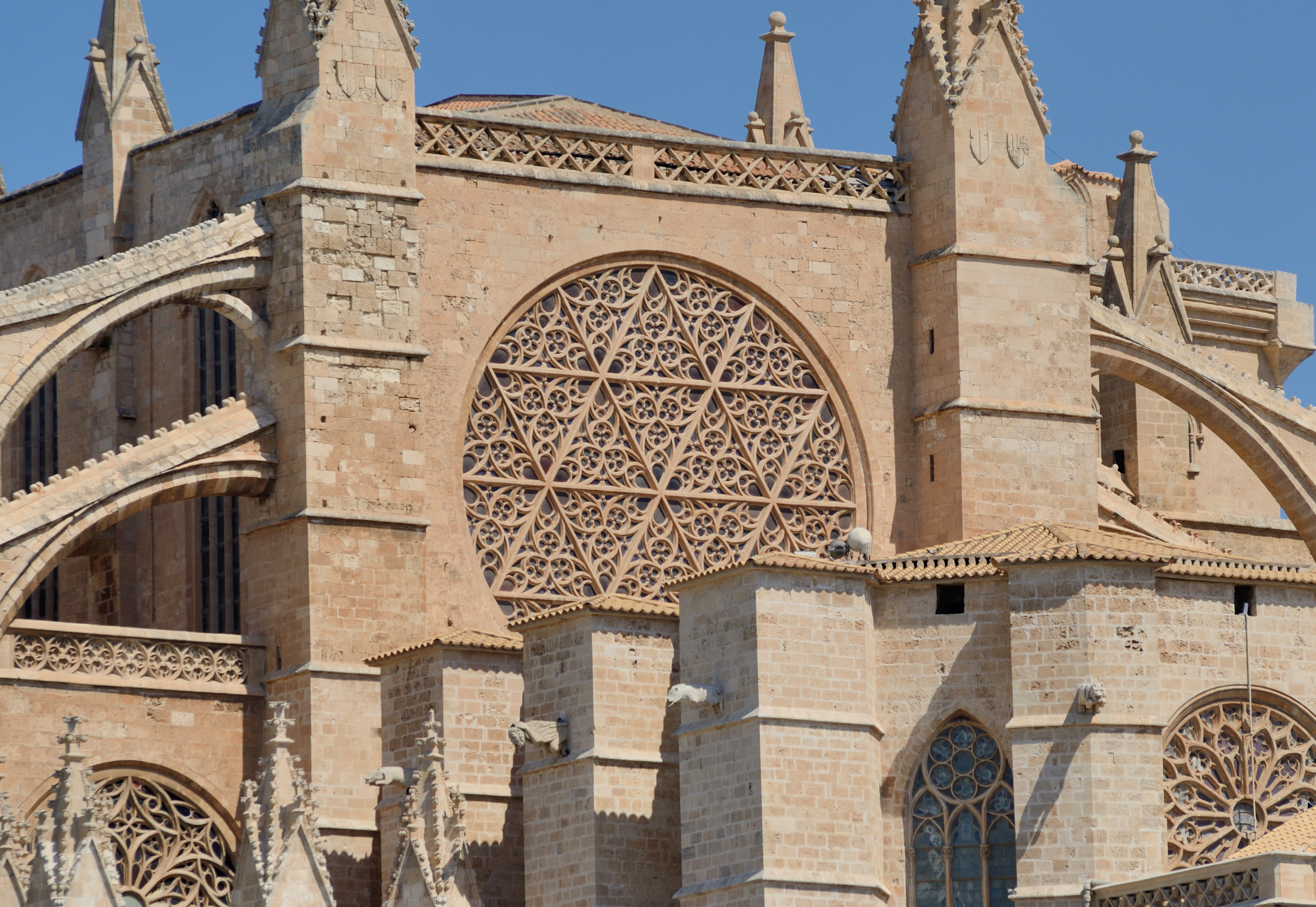
Ostrose des Mittelschiffs und zwei weitere Rosenfenster der Kathedrale („La Seu“) von Palma de Mallorca, 1330–1430
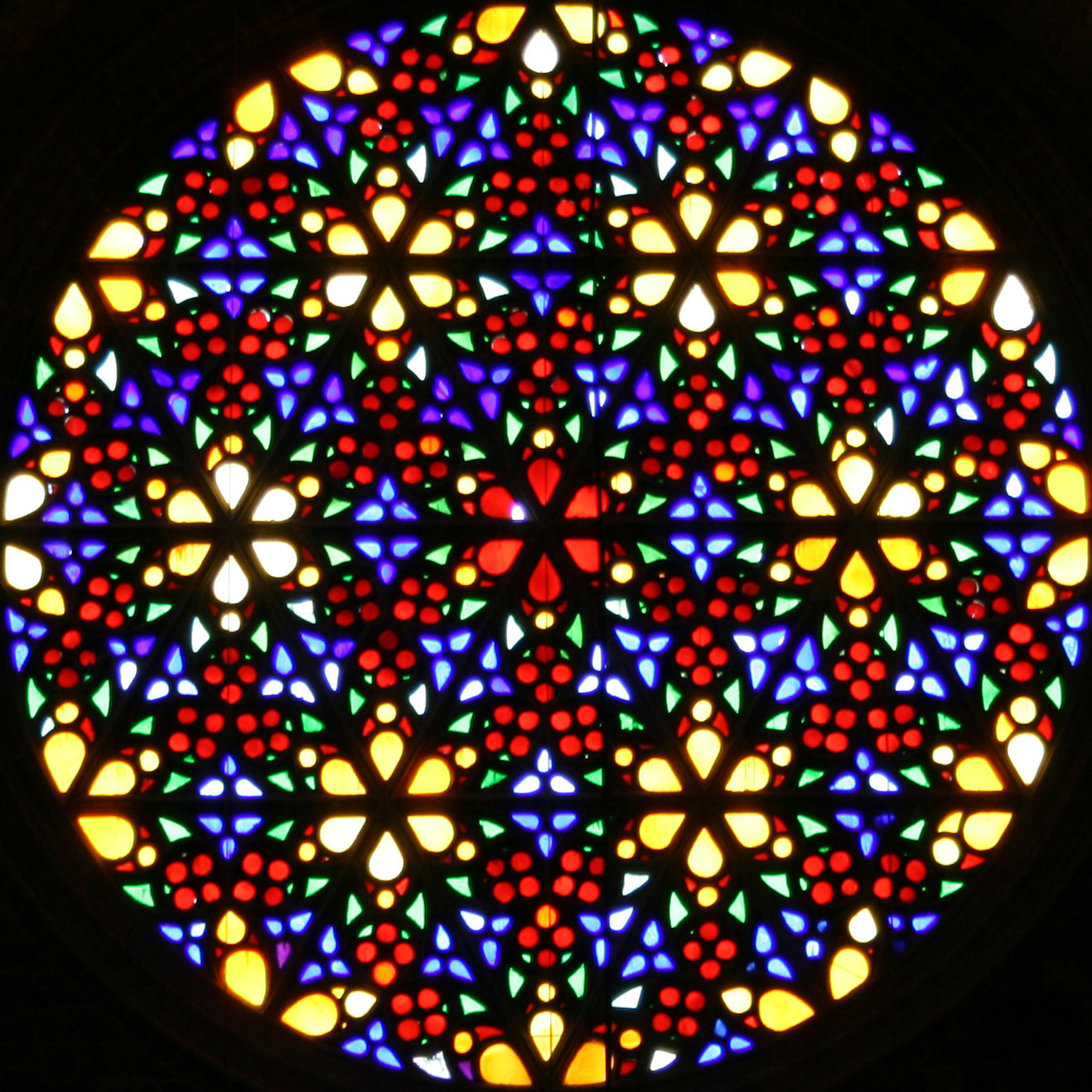
Ostrose des Mittelschiffs der Kathedrale von Palma von innen
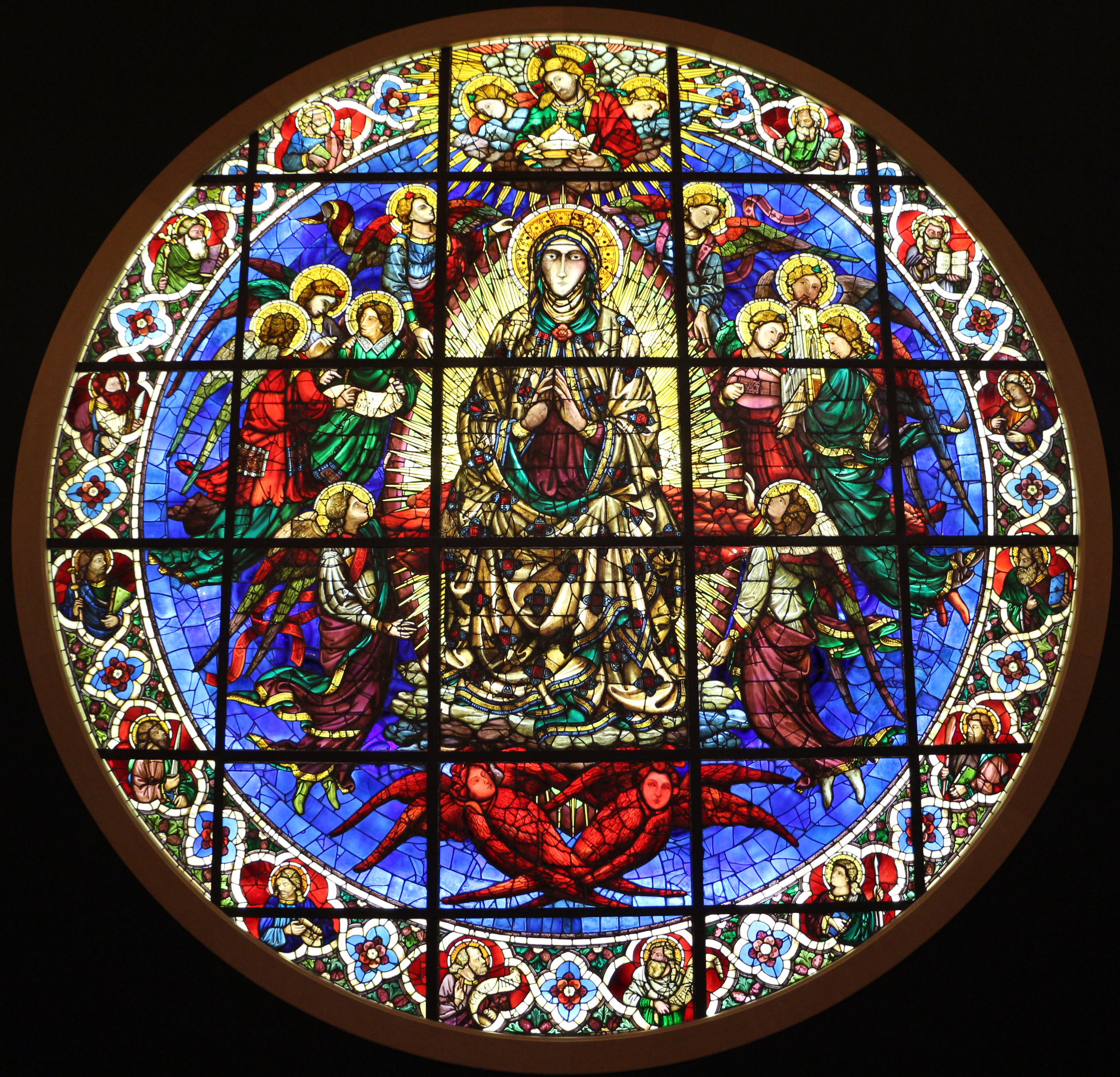
Kathedrale von Florenz, Rundfenster mit Monumentalgemälde, aber ohne Maßwerk, 14./15. Jh.
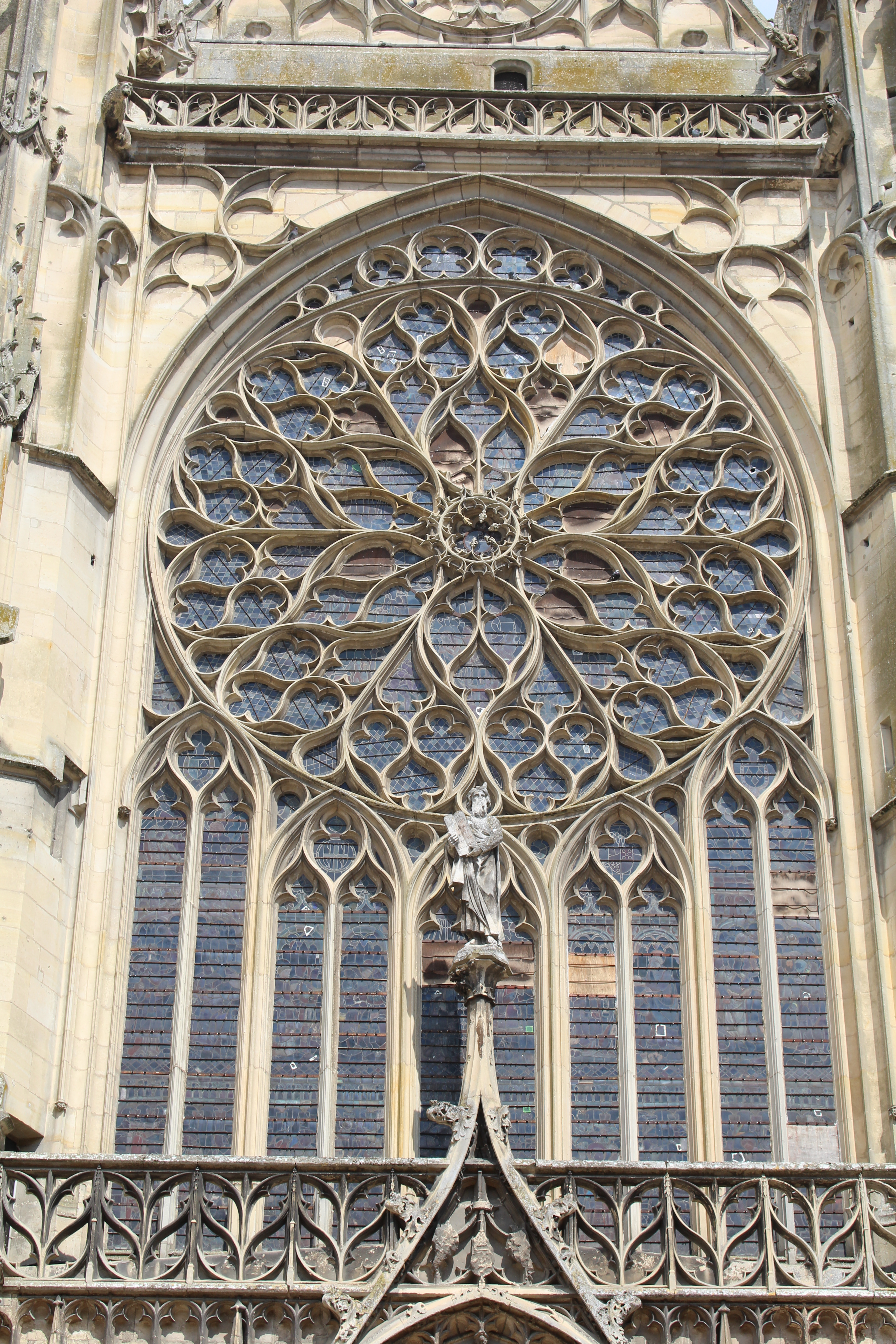
Südliches Querhausfenster, um 1500, der 1135 begonnenen Kathedrale von Sens